# ズジスワフ・ホフマン
ズジスワフ・ホフマン（Zdzislaw Hoffmann、1959年8月27日 ‐ ）は、ポーランド・シフィエボジン出身の元陸上競技選手。専門は三段跳で、17m53の自己ベストを持つポーランド記録保持者。1983年ヘルシンキ世界選手権男子三段跳の金メダリストである。息子のカロルも国際大会で活躍する三段跳選手。

## 経歴
1983年8月8日のヘルシンキ世界選手権男子三段跳でファイナリストになると、決勝では2位のウィリー・バンクスに24cmの差をつける17m42（+0.6）で優勝を飾り、記念すべき第1回大会で初代チャンピオンに輝いた。オリンピックも含め、世界大会の三段跳におけるポーランド勢の金メダル獲得は、1960年ローマオリンピックと1964年東京オリンピックの男子三段跳で優勝したヨゼフ・シュミット以来の快挙であり、現在もオリンピックまたは世界選手権の三段跳で金メダルを獲得したポーランド選手はこの2人だけである。
1985年6月4日に三段跳でマークした17m53（+1.6）は30年以上経った今でもポーランド記録として残っている。

## 家族
息子のカロルも三段跳が専門の陸上競技選手。2016年リオデジャネイロオリンピックで決勝進出（12位）、2016年ヨーロッパ選手権で銀メダル獲得などの実績を誇る。

## 自己ベスト
- 記録欄の（　）内の数字は風速（m/s）で、+は追い風を意味する。

| 種目   | 記録         | 年月日        | 場所       | 備考           |
| 屋外   | 屋外         | 屋外          | 屋外       | 屋外           |
| ------ | ------------ | ------------- | ---------- | -------------- |
| 三段跳 | 17m53 (+1.6) | 1985年6月4日  | マドリード | ポーランド記録 |
| 走幅跳 | 8m09 (+2.0)  | 1983年5月14日 | ワルシャワ |                |
| 室内   |              |               |            |                |
| 三段跳 | 16m56        | 1988年3月6日  | ブダペスト |                |

## 主要大会成績
- 備考欄の記録は当時のもの

| 年   | 大会                          | 場所               | 種目   | 結果 | 記録         | 備考           |
| ---- | ----------------------------- | ------------------ | ------ | ---- | ------------ | -------------- |
| 1980 | ヨーロッパ室内選手権 (en)     | ジンデルフィンゲン | 三段跳 | 12位 | 16m03        |                |
| 1980 | オリンピック                  | モスクワ           | 三段跳 | 予選 | 15m35        |                |
| 1983 | 世界選手権                    | ヘルシンキ         | 三段跳 | 優勝 | 17m42 (+0.6) |                |
| 1984 | フレンドシップ・ゲームズ (en) | モスクワ           | 三段跳 | 12位 | 16m42        |                |
| 1987 | 世界選手権                    | ローマ             | 三段跳 | 12位 | 16m58 (+1.9) |                |
| 1988 | ヨーロッパ室内選手権 (en)     | ブダペスト         | 三段跳 | 8位  | 16m56        | 室内自己ベスト |